# Дихлорид бицирконила
Дихлорид бицирконила — неорганическое соединение, оксосоль металла циркония и соляной кислоты с формулой Zr2О3Сl2. При нормальных условиях представляет собой белые кристаллы, плохо растворимые в воде.

## Получение
- Гидролиз тетрахлорида циркония или дихлорида цирконила:

{\displaystyle {\mathsf {2ZrCl_{4}+3H_{2}O\ \rightleftarrows {}\ Zr_{2}O_{3}Cl_{2}+6HCl}}}
{\displaystyle {\mathsf {2ZrOCl_{2}+H_{2}O\ \rightleftarrows {}\ Zr_{2}O_{3}Cl_{2}+2HCl}}}

## Физические свойства
Дихлорид бицирконила образует белое твёрдое вещество, плохо растворяется в воде.